# Буркина-Фасо на летних Олимпийских играх 2004
Буркина-Фасо принимала участие в Летних Олимпийских играх 2004 года в Афинах (Греция) в шестой раз за свою историю, но не завоевала ни одной медали. Страну представляли три мужчины и две женщины.

## Лёгкая атлетика
Спортсменов — 3
Мужчины
| Спортсмен    | Вид            | Предварительный раунд | Предварительный раунд | Полуфинал | Полуфинал | Четвертьфинал | Четвертьфинал | Финал     | Финал     |
| Спортсмен    | Вид            | Результат             | Место                 | Результат | Место     | Результат     | Место         | Результат | Место     |
| ------------ | -------------- | --------------------- | --------------------- | --------- | --------- | ------------- | ------------- | --------- | --------- |
| Идрисса Сану | 100м           | 10,33                 | 4                     | 10,43     | 8         | Не прошёл     | Не прошёл     | Не прошёл | Не прошёл |
| Оливье Сану  | Тройной прыжок | 15,67                 | 41                    | Не прошёл | Не прошёл | Не прошёл     | Не прошёл     | Не прошёл | Не прошёл |

Женщины
| Спортсмен      | Вид               | Забег     | Забег | Полуфинал | Полуфинал | Финал     | Финал     |
| Спортсмен      | Вид               | Результат | Место | Результат | Место     | Результат | Место     |
| -------------- | ----------------- | --------- | ----- | --------- | --------- | --------- | --------- |
| Аиссата Сулама | 400 м с барьерами | 57,60     | 7     | Не прошла | Не прошла | Не прошла | Не прошла |

## Дзюдо
Спортсменов — 1
Женщины
| Спортсмен          | Категория | 1/16                              | 1/8                  | 1/4                  | 1/2                  | 1-й доп. раунд       | Утешит. четвертьфинал | Утешит. полуфинал    | За 3 место           | Финал                | Место                |
| Спортсмен          | Категория | Соперник Результат                | Соперник Результат   | Соперник Результат   | Соперник Результат   | Соперник Результат   | Соперник Результат    | Соперник Результат   | Соперник Результат   | Соперник Результат   | Место                |
| ------------------ | --------- | --------------------------------- | -------------------- | -------------------- | -------------------- | -------------------- | --------------------- | -------------------- | -------------------- | -------------------- | -------------------- |
| Конкисвинде Уелого | До 48 кг  | Любовь Брулетова (RUS) пор. иппон | Закончил выступление | Закончил выступление | Закончил выступление | Закончил выступление | Закончил выступление  | Закончил выступление | Закончил выступление | Закончил выступление | Закончил выступление |

## Плавание
Спортсменов — 1
Мужчины
| Спортсмен      | Вид                | Заплыв    | Заплыв | Полуфинал | Полуфинал | Финал     | Финал     |
| Спортсмен      | Вид                | Результат | Место  | Результат | Место     | Результат |           |
| -------------- | ------------------ | --------- | ------ | --------- | --------- | --------- | --------- |
| Мамаду Удраого | 50 м вольный стиль | 30,36     | 81     | Не прошёл | Не прошёл | Не прошёл | Не прошёл |